# Sicarius
Sicarius — род пауков в семействе Sicariidae. В 2017 году из него был выделен род Hexophthalma. Согласно современным представлениям, представители рода Sicarius встречаются исключительно в Южной Америке, кроме одного вида, найденного в Центральной Америке. Sicarius является одним из трех родов в семействе Sicariidae. Яд пауков этого рода, по-видимому, менее опасен, чем яд двух других родов, Hexophthalma и Loxosceles. Укус представителей данного рода может вызвать Локсосцелизм.

## Среда обитания и внешний вид
Sicarius — это пустынные сухопутные пауки, обитающие в южном полушарии, в Южной Америке (единственное исключение — центральноамериканский S. rugosus), известные прежде всего своей способностью к самозакапыванию. У данного вида шесть простых глаз, расположенных в три группы по два глаза (диады). Sicarius напоминает крабовых пауков семейства Thomisidae и членов семейства Homalonychidas. Тем не менее, у Sicarius отсутствует характерная скрипичная маркировка как у пауков-отшельников. Отдельные представители вида могут жить до 15 лет, что делает их одними из самых долгоживущих пауков-аранеоморф (некоторые тарантулы могут жить более 20-30 лет). При этом могут очень долго обходиться без пищи и воды.
Пауки Sicarius имеют длину от одного до двух дюймов. Самки производят мешочки с яйцами, покрытые смесью песка и шелка.

## Таксономия
Род Sicarius был описан Валькенером Шарлем в 1847 году с единственным видом S. thomisoides. Число видов, помещенных в род, увеличилось в 2017 году, когда филогенетическое исследование показало, что южноафриканские виды Sicarius были различны, для них был выделен род Hexophthalma. Виды, остающиеся в Sicarius, найдены в Южной Америке, с одним видом из Центральной Америки.
| Loxoscelinae | Loxosceles                                       |              |
|              | Loxosceles                                       |              |
| Sicariinae   | \| \| Hexophthalma \| \| \| \| \| \| Sicarius \| |              |
|              | \| \| Hexophthalma \| \| \| \| \| \| Sicarius \| | Hexophthalma |
|              |                                                  |              |
|              | Sicarius                                         |              |

|  | Hexophthalma |
|  |              |
|  | Sicarius     |

По состоянию на июль 2018 года Всемирный каталог пауков включал следующие виды
- Sicarius andinus Magalhães, Brescovit & Santos, 2017 — Peru
- Sicarius boliviensis Magalhães, Brescovit & Santos, 2017 — Bolivia, Peru, Brazil, Paraguay
- Sicarius cariri Magalhães, Brescovit & Santos, 2013 — Brazil
- Sicarius crustosus (Nicolet, 1849) — Chile
- Sicarius diadorim Magalhães, Brescovit & Santos, 2013 — Brazil
- Sicarius fumosus (Nicolet, 1849) — Chile
- Sicarius gracilis (Keyserling, 1880) — Ecuador, Peru
- Sicarius jequitinhonha Magalhães, Brescovit & Santos, 2017 — Brazil
- Sicarius lanuginosus (Nicolet, 1849) — Chile
- Sicarius levii Magalhães, Brescovit & Santos, 2017 — Chile, Argentina
- Sicarius mapuche Magalhães, Brescovit & Santos, 2017 — Argentina
- Sicarius ornatus Magalhães, Brescovit & Santos, 2013 — Brazil
- Sicarius peruensis (Keyserling, 1880) — Peru
- Sicarius rugosus (F. O. Pickard-Cambridge, 1899) — El Salvador, Nicaragua, Costa Rica
- Sicarius rupestris (Holmberg, 1881) — Argentina
- Sicarius saci Magalhães, Brescovit & Santos, 2017 — Brazil
- Sicarius thomisoides Walckenaer, 1847 (type species) — Chile
- Sicarius tropicus (Mello-Leitão, 1936) — Brazil
- Sicarius utriformis (Butler, 1877) — Ecuador (Galapagos)
- Sicarius vallenato Cala-Riquelme, Gutiérrez-Estrada, Flórez-Daza & Agnarsson, 2017 — Colombia
- Sicarius yurensis Strand, 1908 — Peru, Chile
  - Sicarius albospinosus = Hexophthalma albospinosa (Purcell, 1908)
  - Sicarius damarensis = Hexophthalma damarensis (Lawrence, 1928)
  - Sicarius dolichocephalus = Hexophthalma dolichocephala (Lawrence, 1928)
  - Sicarius hahni = Hexophthalma hahni (Karsch, 1878)
  - Sicarius spatulatus = Hexophthalma spatulata (Pocock, 1900)